# Cioburi de onoare
Cioburi de onoare (1986) (titlu original Shards of Honor) este un roman science fiction al autoarei Lois McMaster Bujold, primul din Saga Vorkosigan. Romanul a fost inclus în 1996 în volumul omnibus Cordelia's Honor împreună cu romanul Barrayar.

## Intriga
Cordelia Naismith, căpitan al unei nave a Departamentului de Observații Astronomice a Coloniei Beta, explorează o planetă descoperită recent. Când baza este atacată, nava reușește să părăsească planeta, dar Cordelia și sublocotenentul Dubauer sunt prinși de Căpitanul Aral Vorkosigan de pe Barrayar, cunoscut ca „Măcelarul de pe Komarr”, victimă a unui complot pus la cale de rivalii politici. În timpul celor cinci zile în care călătoresc spre o bază secretă barrayarană de pe planetă, Cordelia află că Vorkosigan nu este deloc monstrul cu reputație proastă despre care s-a auzit și începe să fie atrasă de el. Sentimentul este reciproc și, înainte de a ajunge la bază, Vorkosigan îi cere să se mărite cu el. Ajutați de sergentul Bothari, cei doi pun capăt revoltei puse la cale de rivalii politici ai lui Vorkosigan, dar - înainte de a apuca să răspundă propunerii lui Vorkosigan - Cordelia este salvată de echipajul navei sale și dusă înapoi pe Colonia Beta.
Barrayarul plănuiește invazia planetei Escobat, condusă de prințul Serg, viciosul moștenitor al împăratului Ezar. Cordelia este trimisă în misiune pentru a distrage atenția navelor de atac barrayarane, astfel încât prin gaura de vierme să poată fi livrată Escobarului o nouă armă defensivă betană, cu o putere devastatoare. Femeia este capturată și devine subiectul de tortură a sadicului vice-amiral Vorrutyer, din mâna căruia este salvată de sergentul Bothari, apoi devine musafira lui Vorkosigan, care o ascunde în cabina sa.
Aflat aparent în dizgrație, Vorkosigan asistă la atacul condus de Prințul Serg și acoliții săi asupra Escobarului, căruia îi pune capăt arma trimisă de betani. Întregul grup loial prințului, împreună cu acesta, este ucis în timpul atacului, iar Cordelia înțelege că acest lucru a reprezentat manevra prin care împăratul - cu ajutorul lui Vorkosigan - a vrut să distrugă cuibul de vipere care submina Barrayarul și al cărui lider era chiar fiul său.
Cordelia este dusă într-un lagăr situat pe aceeași planetă unde l-a întâlnit pe Vorkosigan, unde așteaptă încheierea negocierilor de pace dintre Barrayar și Colonia Beta. În urma acestora are loc un schimb de prizonieri, iar Cordelia revine pe Colonia Beta, unde autoritățile încearcă să o folosească pe post de element de propagandă anti-barrayarană. Cordelia refuză acest statut și intră într-un program de consiliere psihologică, în timpul căreia își dă seama că betanii bănuiesc că ea ar fi fost transformată de Vorkosigan în agentă a Barrayarului. Înainte ca tratamentul recomandat de autorități să ajungă la sondarea minții ei fără voia sa, Cordelia evadează de pe Colonia Beta și fuge în Imperiul Barrayar, unde se mărită cu Vorkosigan.
Aflat pe moarte, împăratul Ezar Vorbarra îl desemnează pe Vorkosigan ca Regent al nepotului său în vârstă de patru ani, însărcinare pe care acesta o acceptă la sfatul Cordeliei.

## Personaje
- Cordelia Naismith - căpitan al unei nave a Departamentului de Observații Astronomice a Coloniei Beta
- Aral Vorkosigan - căpitan barrayaran, cunoscut ca „Măcelarul de pe Komarr”
- Simon Illyan - locotenent din garda personală a împăratului
- Bothari - sergent barrayaran aflat în subordinea lui Vorkosigan
- Koudelka - sublocotenent barrayaran aflat în subordinea lui Vorkosigan
- Stuben - locotenent în Departamentul de Observații Astronomice a Coloniei Beta
- Dubauer - sublocotenent în Departamentul de Observații Astronomice a Coloniei Beta, a cărui sănătate mentală este afectată în urma unui atac cu disruptor
- Vorrutyer - vice-amiral barrayaran, renumit pentru sadismul său
- Serg - prinț, moștenitorul tronului Imperiului Barrayar
- Dr. Mehta - psihiatru în Serviciul Medical al Corpului Expediționar al COloniei Beta
- Taylor - comandor în Corpul Expediționar al Coloniei Beta
- Ezar Vorbara - împărat, conducătorul Imperiului Barrayar
- Freddy Neclintitul - președintele Coloniei Beta

## Opinii critice
În recenzia scrisă pentru SF Reviews, Thomas M. Wagner s-a declarat reticent în legătură cu unele elemente ale romanului, dar a concluzionat spunând că „Cioburi de onoare este, în cele din urmă, un debut bun pentru Bujold (și) o space opera bună”. La rândul său, scriitorul român Michael Haulică a apreciat faptul că „personajele romanului sunt vii, nu doar niște gadgeturi dintr-un roman științifico-fantastic.”

## Continuări și lucrări asociate
Versiunea publicată inițial din Cioburi de onoare a fost o versiune trunchiată a unei opere mai complexe, al cărei titlu de lucru era Mirrors. Pasajele omise au apărut în cele din urmă în povestirea "Urmări" și în romanul câștigător al premiului Hugo Barrayar. Cele trei părți au fost ulterior re-editate laolaltă sub titlul Cordelia's Honor.
În Barrayar, Bothari devine un personaj mai important, la fel ca și Koudelka, cel care are o apariție episodică în Cioburi de onoare, înainte să fie rănit grav. Simon Illyan devine și el un personaj important, în timp ce fetița Elena ajunge ostatică în mâinile dușmanilor lui Vorkosigan, împreună cu încă nenăscutul Miles Vorkosigan.
În următorul roman publicat de Bujold, The Warrior's Apprentice, Miles și Elena apar ca adolescenți, la 17 ani după evenimentele relatate în Barrayar.